# Ria-Sirach
Ria-Sirach (catalano: Rià i Cirac) è un comune francese di 1 325 abitanti situato nel dipartimento dei Pirenei Orientali nella regione dell'Occitania.

## Società

### Evoluzione demografica
Abitanti censiti